# Alberto Enríquez Gallo
Gil Alberto Enríquez Gallo (Latacunga, 24 de julho de 1894 – Quito, 13 de julho de 1962) foi um político equatoriano. Ocupou o cargo de presidente de seu país entre 23 de outubro de 1937 e 10 de agosto de 1938.